# معركة يايتسي (1518)
معركة يايتسي أو معركة يايسي (بالكرواتية: Bitka kod Jajca)‏ هي معركة وقعت في يناير 1518 بين قوات الدولة العثمانية تحت قيادة خسرو بك حاكم ايالة البوسنة العثمانية والقوات الكرواتية والهنغارية بقيادة بيتر بيرسلافيتس وتعد المعركة جزء من الحروب العثمانية الكرواتية و الحروب العثمانية الهابسبورغية وانتهت المعركة بانتصار الدولة العثمانية.